# Carmelo Castillo
Monte Carmelo Castillo, també conegut com a Carmen Castillo (San Francisco de Macorís, 8 de juny de 1958-Santo Domingo, 16 de novembre de 2015), va ser un jugador de beisbol dominicà, que jugava en la posició de jardiner dret en les Grans Lligues de Beisbol pels Cleveland Indians i els Minnesota Twins. Va firmar pels Philadelphia Phillies en 1979, Castillo va debutar a les Grans Lligues el 17 de juliol de 1982 amb els Indians i el seu últim joc va ser el 9 de maig de 1991 amb els Twins, exercint-se també com a batedor emergent. Va acabar amb mitjana de .252, 383 hits, 197 carreres impulsades, 190 anotades, 71 dobles, 8 triples, 55 jonrons, 291 ponxes, 90 bases per boles, 15 bases robades, 11 vegades posat a robant, 1519 vegades al bat en 631 jocs jugats.